# Муродов, Самандар
Муродов Самандар  (род. 28 августа 1999 года) — таджикский боец смешанных единоборств, представитель полусредней весовой категории. Выступает на профессиональном уровне с 2018 года. Чемпион EFC в полусреднем весе.

## Спортивные достижения и титулы
- EFC
  - Чемпион в полусреднем весе

## Статистика ММА
| Боёв 10         | Побед 10 | Поражений 0 |
| --------------- | -------- | ----------- |
| Нокаутом        | 2        | 0           |
| Сдачей          | 5        | 0           |
| Решением        | 3        | 0           |
| Ничьи           | 0        | 0           |
| Не состоявшихся | 0        | 0           |

| Результат | Рекорд | Соперник                | Способ                                  | Турнир                                                        | Дата             | Раунд | Время | Место | Примечание                             |
| --------- | ------ | ----------------------- | --------------------------------------- | ------------------------------------------------------------- | ---------------- | ----- | ----- | ----- | -------------------------------------- |
| Победа    | 10-0   | Бобур Курбанов          | Техническим нокаутом (травма плеча)     | UAE Warriors 46                                               | 20 января 2024   | 1     | 5:00  |       |                                        |
| Победа    | 9-0    | Lucas Sampaio           | Решением (единогласным)                 | UAE Warriors 44                                               | 26 августа 2023  | 3     | 5:00  |       |                                        |
| Победа    | 8-0    | Джиан Сикуэйра          | Сабмишен ( удушение сзади)              | Road to UFC                                                   | 23 октября 2022  | 1     | 4:59  |       |                                        |
| Победа    | 7-0    | Максим Швец             | Техническим нокаутом (удары)            | AMC Fight Nights & Eagle FC: памяти Абдулманапа Нурмагомедова | 17 сентября 2021 | 4     | 4:43  |       | Завоевал титул EFC в полусреднем весе. |
| Победа    | 6-0    | Абдурахман Алимагомедов | Решением ()                             | EFC 34: Хавалов - Магомедов                                   | 19 марта 2021    | 3     | 5:00  |       |                                        |
| Победа    | 5-0    | Энтони Серр             | Сабмишном (удушение сзади)              | GFC 26 Gorilla Fighting 26                                    | 11 июля 2020     | 1     | 1:09  |       |                                        |
| Победа    | 4-0    | Шамиль Гаджибеков       | Решением (единогласным)                 | GFC 24 Gorilla Fighting 24                                    | 9 февраля 2020   | 3     | 5:00  |       |                                        |
| Победа    | 3-0    | Виктор Бородин          | Самбишном Удушающий приём (Треугольник) | GGC 4 - Gladius Glory Championship 4                          | 15 ноября 2019   | 2     | 2:46  |       |                                        |
| Победа    | 2-0    | Малик Абдуллабеков      | Сабмишном (удушение сзади)              | GGC 3 - Gladius Glory Championship 3                          | 5 апреля 2019    | 3     | 2:58  |       |                                        |
| Победа    | 1-0    | Курбан Омаров           | Сабмишном (удушение сзади)              | GGC 2 - Gladius Glory Championship 2                          | 16 ноября 2018   | 1     | 4:27  |       | Дебют в проф. ММА.                     |